# Neritina rubricata
Neritina rubricata é uma espécie de gastrópode  da família Neritidae.
Pode ser encontrada nos seguintes países: Benin, Camarões, Costa do Marfim, Gabão, Gambia, Gana, Guiné, Guiné-Bissau, Libéria, Nigéria, Senegal, Serra Leoa e Togo.
Os seus habitats naturais são: rios.